# Francesco Paolo Tosti
Francesco Paolo Tosti (Ortona, 9 avril 1846 – Rome, 2 décembre 1916) est un compositeur et professeur de musique italien.

## Biographie
Auteur de plus de 500 « romances de salon », Tosti fut un compositeur célèbre à la Belle Époque. Sa carrière se déroula d'abord en Italie, où il devint le maître de chant de la reine Marguerite de Savoie (l'épouse du roi Humbert Ier), puis en Grande-Bretagne à partir de 1875, où il fut nommé maître de chant de la famille royale. Son ami le roi  Édouard VII l'anoblit sous le nom de « Sir Francesco Paolo Tosti ».
Antonio Fogazzaro et Gabriele D'Annunzio écrivirent des textes pour lui. Ses œuvres furent interprétées entre autres par le castrat Alessandro Moreschi, Enrico Caruso, Nellie Melba, Rosa Ponselle, Jussi Björling, Giuseppe Di Stefano, Carlo Bergonzi, Luciano Pavarotti ou José Carreras ainsi que par nombre de divos à la voix grave : Tito Gobbi, Cesare Siepi, entre autres.
Avec d'autres artistes originaires comme lui des Abruzzes, Tosti fit partie  du Cenacolo michettiano réuni autour du peintre Francesco Paolo Michetti.
Gabriel Fauré lui a dédié en 1897 sa mélodie Le Parfum impérissable, op. 76 n°1, sur un poème de Leconte de Lisle.